# George Minty
George James Minty (* 16. September 1929 in Detroit; † 6. August 1986 in Bloomington, Indiana) war ein US-amerikanischer Mathematiker, der auf den Gebieten der Analysis und der diskreten Mathematik arbeitete.

## Leben

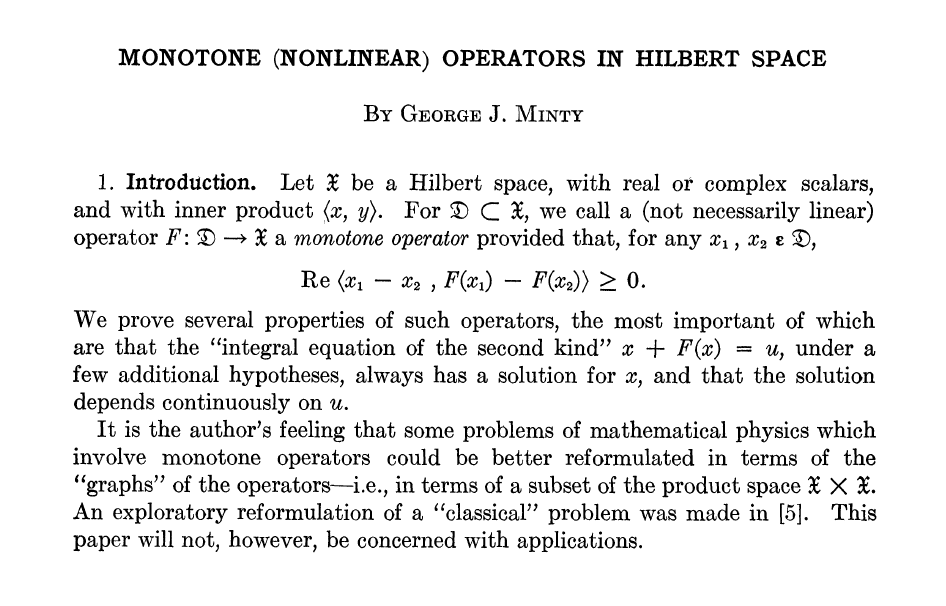
Der Anfang von Mintys Artikel Monotone (nonlinear) operators in Hilbert space von 1962

George Minty wuchs in Detroit auf. Sein Vater war nach dem Ersten Weltkrieg aus Schottland in die Vereinigten Staaten emigriert und arbeitete in Detroit in der Automobilindustrie als Werkzeugmacher. George Minty studierte an der Wayne State University in Detroit, arbeitete eine Zeitlang als Lehrer und lernte in seiner Armeezeit beim US Army Signal Corps in Fort Monmouth die Anwendung der Mathematik in der Elektronik kennen.
Nach weiterem Studium der Mathematik an der University of Michigan promovierte er 1959 mit einer Arbeit über die Mathematik der Thermodynamik. Sein Doktorvater war Erich Rothe.
Minty arbeitete im Entwicklungslabor von General Motors auf dem Gebiet der Elektronik und löste dort auftretende Fragen mit graphentheoretischen Methoden (siehe unter Schriften zum Beispiel seine Arbeit, die im Jahr 1966 erschien). Ab 1965 war er Professor an der Indiana University, wo er bis zu seinem Tod im Jahr 1986 wirkte. 1965 erhielt er ein Forschungsstipendium der Alfred P. Sloan Foundation (Sloan Research Fellowship).
George Minty arbeitete über monotone Operatoren im Gebiet der Funktionalanalysis. Die Theorie der monotonen Operatoren wurde von Minty, und unabhängig von ihm von Felix Browder, begründet. Nach beiden ist hier der Satz von Minty-Browder benannt. Minty ist außerdem bekannt für seinen Beitrag mit Victor Klee im Gebiet der Optimierung: ihre Arbeit von 1972 zeigt, dass der Simplexalgorithmus, ein Optimierungsverfahren der diskreten Mathematik, exponentielle Laufzeit hat. Das dazu von ihnen konstruierte Beispiel wird heute auch Klee-Minty-Würfel genannt.

## Schriften
- Doktorarbeit: Integrability Conditions for Vector Fields in Banach Spaces, 1959
- Monotone networks, Proc. Royal Soc. London 257, 194–212, 1960
- Monotone (nonlinear) operators in Hilbert space, Duke Math. J. 29, 341–346, 1962
- On the axiomatic foundations of the theories of directed linear graphs, electrical networks and network-programming, J. Math. Mech. 15, 485–520, 1966
- (mit Victor Klee) How good is the simplex algorithm?, Inequalities III, Proc. 3rd Symp., Los Angeles 1969, 159–175, 1972
- On maximal independent sets of vertices in claw-free graphs, J. Comb. Theory, Ser. B 28, 284–304, 1980